# Erodonidae
Erodonidae zijn een familie van tweekleppigen uit de orde Myida .

## Taxonomie
De volgende geslachten zijn bij de familie ingedeeld:
- Erodona Bosc, 1801
- Potamomya J. de C. Sowerby, 1835